# Мойобамба (провинция)
Мойоба́мба (исп. Provincia de Moyobamba) — это одна из десяти перуанских провинций, входящая в состав региона Сан-Мартин. Административный центр провинции — Мойоба́мба.

## Административное деление
Провинция Мойобамба делится на 6 районов:
- Гава́на
- Кальса́да
- Мойоба́мба
- Сорито́р
- Хепела́сио
- Янта́ло